# فيكتوريا ستراوس
فيكتوريا ستراوس (بالإنجليزية: Victoria Strauss)‏ (10 سبتمبر 1955، إكزتر في المملكة المتحدة)؛ كاتِبة وروائية أمريكية.